# Williamson County (Tennessee)
Williamson County ist ein County im Bundesstaat Tennessee der Vereinigten Staaten. Das U.S. Census Bureau hat bei der Volkszählung 2020 eine Einwohnerzahl von 247.726 ermittelt. Der Verwaltungssitz (County Seat) ist Franklin.

## Geographie
Das County liegt westlich des geographischen Zentrums von Tennessee und hat eine Fläche von 1512 Quadratkilometern, wovon 2 Quadratkilometer Wasserfläche sind. Es grenzt im Uhrzeigersinn an folgende Countys: Davidson County, Rutherford County, Marshall County, Maury County, Hickman County, Dickson County und Cheatham County.

## Geschichte
Williamson County wurde am 26. Oktober 1799 aus Teilen des Davidson County gebildet. Benannt wurde es nach Hugh Williamson, einem US-amerikanischen Politiker, Mitglied im Kontinentalkongress und Unterzeichner der Verfassung der Vereinigten Staaten.

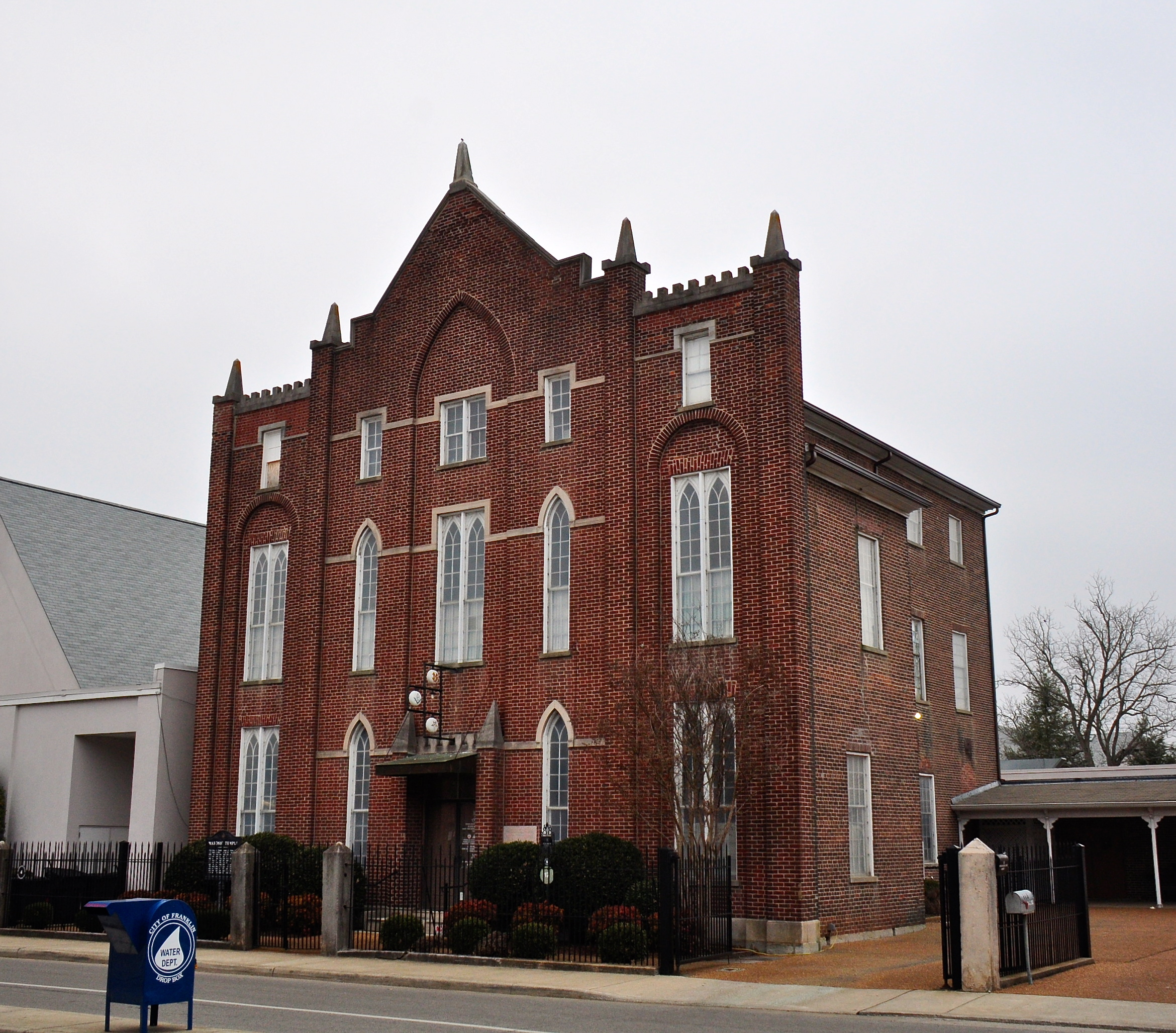
Die Hiram Masonic Lodge No. 7 (2014)

Zwei Orte im County haben den Status einer National Historic Landmark, das Franklin Battlefield aus dem Sezessionskrieg und die Hiram Masonic Lodge No. 7, ein Logenhaus der Freimaurer. 140 Bauwerke und Stätten des Countys sind im National Register of Historic Places (NRHP) eingetragen (Stand 14. September 2018).

## Demografische Daten

Alterspyramide Williamson County

Nach der Volkszählung im Jahr 2000 lebten im Williamson County 126.638 Menschen in 44.725 Haushalten und 35.780 Familien. Die Bevölkerungsdichte betrug 84 Einwohner pro Quadratkilometer. Ethnisch betrachtet setzte sich die Bevölkerung zusammen aus 91,55 Prozent Weißen, 5,18 Prozent Afroamerikanern, 0,20 Prozent amerikanischen Ureinwohnern, 1,25 Prozent Asiaten, 0,03 Prozent Bewohnern aus dem pazifischen Inselraum und 0,97 Prozent aus anderen ethnischen Gruppen; 0,82 Prozent stammten von zwei oder mehr Ethnien ab. 2,52 Prozent der Bevölkerung waren spanischer oder lateinamerikanischer Abstammung.
Von den 44.725 Haushalten hatten 43,0 Prozent Kinder und Jugendliche unter 18 Jahre, die bei ihnen lebten. 69,8 Prozent waren verheiratete, zusammenlebende Paare, 7,8 Prozent waren allein erziehende Mütter und 20,0 Prozent waren keine Familien. 16,6 Prozent waren Singlehaushalte und in 4,5 Prozent lebten Personen im Alter von 65 Jahren oder darüber. Die Durchschnittshaushaltsgröße betrug 2,81 und die durchschnittliche Haushaltsgröße betrug 3,18 Personen.
29,5 Prozent der Bevölkerung waren unter 18 Jahre alt, 6,2 Prozent zwischen 18 und 24, 31,6 Prozent zwischen 25 und 44, 24,9 Prozent zwischen 45 und 64 und 7,7 Prozent waren älter als 65. Das Durchschnittsalter betrug 36 Jahre. Auf 100 weibliche Personen kamen statistisch 97,0 männliche Personen und auf 100 Frauen im Alter von 18 Jahren und darüber kamen 93,7 Männer.
Das jährliche Durchschnittseinkommen eines Haushalts betrug 69.104 USD, das Durchschnittseinkommen der Familien betrug 78.315 USD. Männer hatten ein Durchschnittseinkommen von 56.647 USD, Frauen 32.243 USD. Das Prokopfeinkommen betrug 32.496 USD. 3,5 Prozent der Familien und 4,7 Prozent der Einwohner lebten unterhalb der Armutsgrenze.